# Проміжний вагон

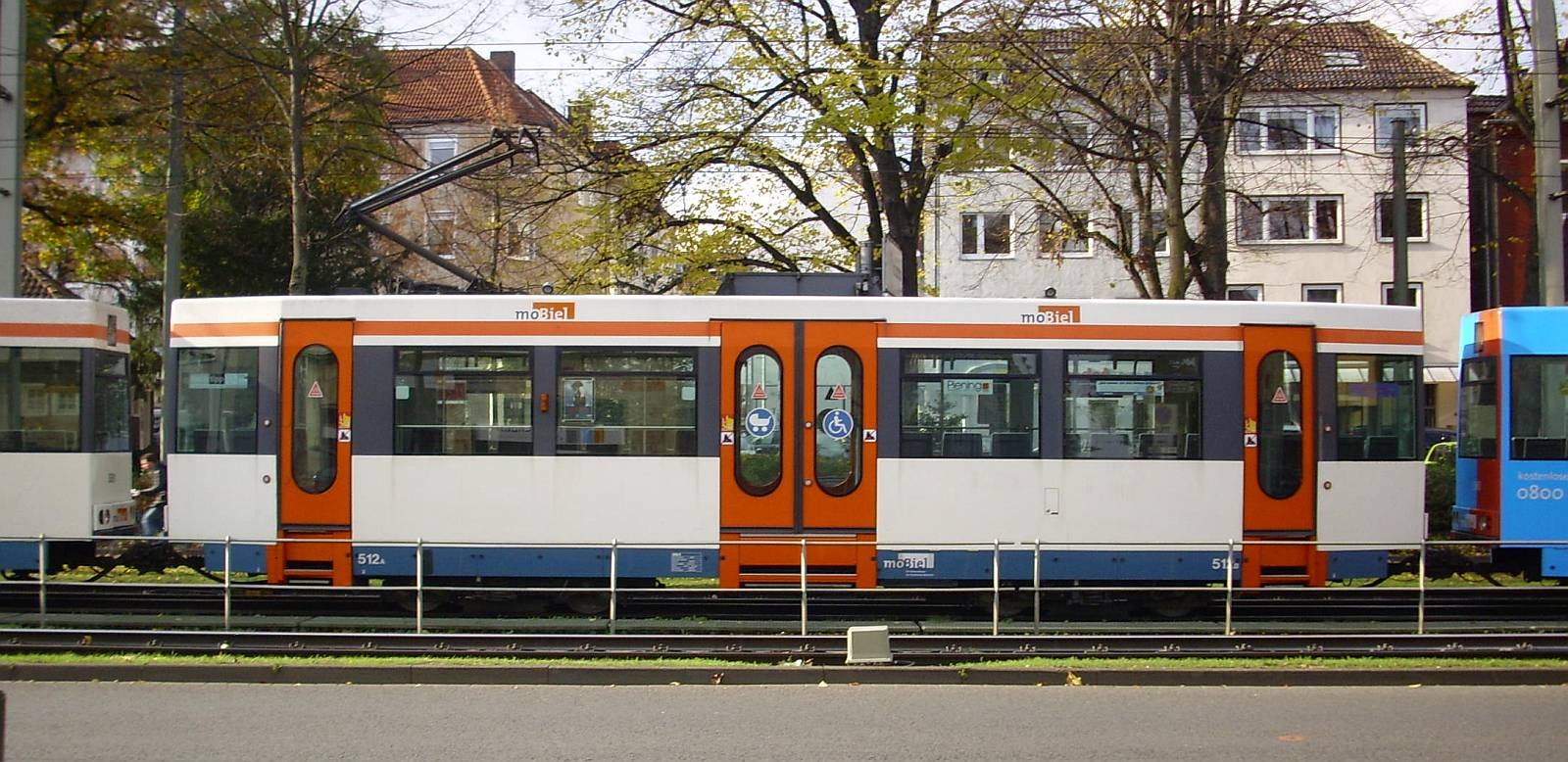
Проміжний причепний вагон трамваю в Білефельді

Проміжний вагон — вагон, що експлуатується у складі моторвагонних поїздів і причіплюється між головними. Проміжні вагони зазвичай не мають кабіни управління і не можуть експлуатуватися самостійно; можуть бути моторними і причепними.
На схемах компоновки поїздів застосовуються спеціальні позначення для проміжних вагонів. За радянською класифікацією їх позначають малою буквою п, відповідно, моторні вагони позначаються Мп, а причепні — Пп. В Німеччині на Deutsche Bundesbahn проміжні моторні вагони електропоїздів позначають EM, а дизель-поїздів — VM.